# Sabrina verhext in Rom
Sabrina verhext in Rom ist ein US-amerikanischer Fernsehfilm aus dem Jahr 1998, der auf der Sitcom Sabrina – Total Verhext! basiert. Die Regie führte Tibor Takács. 1999 folgte mit Sabrina verhext Australien ein weiterer Fernsehfilm zur Serie.
Der Film wurde im Sommer 1998 in Rom gedreht, mit der Hauptdarstellerin Melissa Joan Hart und ihrer guten Freundin Tara Strong, die ihre beste Freundin Gwen spielt.

## Handlung
Sabrina reist in die ewige Stadt Rom, um ein Familiengeheimnis zu lüften. Als sie in Rom angekommen ist, bemerkt sie, dass ihr sprechender Kater Salem sich mit ins Gepäck geschlichen hat. Als sie in der Pension ankommt, wird sie zusammen mit Gwen in ein Zimmer einquartiert. Sabrina macht sich erst Sorgen, da sie eine Halbhexe ist und ihre Zauberkräfte der neuen Zimmergenossin auffallen könnten. Doch durch einen Zufall enttarnen sich beide als Hexen. So werden Sabrina und Gwen beste Freundinnen. Sabrina hat aber nur 14 Tage Zeit, um das magische Schloss (ein Familiengeheimnis) zu öffnen, sonst würde ihre Tante Sophia für immer darin gefangen bleiben.
Dann sind da auch noch zwei Journalisten, die Sabrina als Hexe enttarnen möchten. Doch am Ende nach einigen Hindernissen verliebt Sabrina sich in den einen Journalisten und löst das Familiengeheimnis.

## Kritik
Das Lexikon des internationalen Films urteilte, es handle sich bei dem Film um eine „unentschlossene Mischung zwischen Fantasy- und Teenie-Komödie, die sich an ein jugendliches Publikum anbiedert, sich aber durch handwerkliche Mängel selbst disqualifiziert“.

## Auszeichnungen
Der Film gewann in der Kategorie Bester Fernsehfilm den Young Artist Award.